# Monastero del Saladino
Il collegio di Santa Maria della Pietà o di Nostra Signora della Pietà, più noto come monastero del Saladino, era un collegio femminile che sorgeva nel quartiere dell'Albergaria di Palermo.

## Storia
Il collegio (impropriamente chiamato "monastero" dalla popolazione), che si trovava vicino all'alto corso del Cassaro, comprendeva anche una chiesa, dedicata alla Madonna della Pietà, ed era legato al monastero di Santa Chiara; il complesso venne costruito tra il 1630 e il 1637 per volontà testamentaria del nobile palermitano Ludovico Saladino (morto nel 1619), che ne affidò la gestione al Monte di Pietà di Palermo, da cui l'intitolazione a Santa Maria della Pietà. Il convitto era dipendente dal Monte di Pietà; le fanciulle lì ospitate indossavano l'abito francescano, ed ogni cinque anni, come da volontà del Saladino, una di esse poteva diventare monaca al monastero di Santa Chiara, con una dote di 400 once fornita dal Monte.
Le autorità ecclesiastiche dell'epoca si pronunciarono contrarie all'unione tra le due strutture; nonostante ciò, nella notte del 3 ottobre 1673, le monache di Santa Chiara fecero costruire un "ponte di legno" che collegava il loro monastero al convitto, passando così da una parte all'altra; l'allora arcivescovo di Palermo Juan Lozano minacciò di scomunicare le religiose per aver violato la clausura e impose di demolire il passaggio; nel 1675, però, le monache ottennero licenza di riedificarlo in pietra e poterono tornare a transitare da un edificio all'altro (oggi il ponte, come la chiesa, non è più esistente). Il 17 giugno 1689 il campanile della chiesa del Saladino fu una delle numerose strutture colpite da una violenta tempesta di fulmini, che causò anche vittime nella città.
Nel 1781 il convitto venne accorpato al Regio Educandato Carolino (attuale Educandato Maria Adelaide), e l'edificio servì da ritiro spirituale per donne laiche.
Nella chiesa del collegio era conservato un quadro raffigurante Nostra Signora della Pietà o Compianto di Cristo morto, olio su tela del 1646 circa, dipinto da Pietro Novelli, che venne in seguito spostato nella chiesa di Santa Chiara, e si trova oggi al museo diocesano di Palermo.